# Избори в Естония
В Естония се провеждат избори за парламент, президент и общински съвети. В парламента (Riigikogu) има 101 депутати, избирани за период от четири години на пропорционален прицип. Държавният глава – президентът – бива избиран за петгодишен мандат от парламента в първите три кръга на изборите и от електорален колеж след четвъртия кръг. На локално ниво в Естония биват избирани общински съвети, различаващи се по размер. Избирателният закон определя минималният брой на общинските съветници спрямо броя на населението на общината. Местните избори също се провеждат на пропорционален принцип.
- Минималният брой на общинските съветници е 7
- Над 2000 жители: поне 13 съветници
- Над 5000 жители: поне 17 съветници
- Над 10 000 жители: поне 21 съветници
- Над 50 000 жители: поне 31 съветници
- Над 300 000 жители: поне 79 съветници

Естония има многопартийна система. Често никоя партия не събира достатъчно подкрепа за създаване на самостоятелно правителство, поради което партиите трябва да работят съвместно за формирането на коалиционни правителства.
Избори са се провеждали в следните години:
- Парламентарни: 1992, 1995, 1999, 2003, 2007, 2011, 2015
- Местни: 1993, 1996, 1999, 2002, 2005, 2009, 2013
- За европейски парламент: 2004, 2009, 2014
- Референдуми: 2003 (за членство в ЕС)
- Президентски: 1992 (Ленарт Мери), 1996 (Ленарт Мери), 2001 (Арнолд Рютел), 2006 (Томас Илвес), 2011 (Томас Илвес)

## Референдуми
Конституцията на Естония, по силата на член 105, позволява на естонския парламент да предлага закон или друго решение от национален интерес за гласуване на референдум. ). Резултатът от гласуването е задължаващ. Ако закон, който е предложен за референдум не получи мнозинство в парламента, президентът на републиката обявява извънредни избори за парламент.
Има някои теми, които не могат да бъдат предлагани за референдум: теми, свързани с бюджета, данъчната политика, финансовите задължения на страната, ратификацията и отхвърлянето на международни договори, обявяването и прекратяването на извънредно положение, както и теми, свързани с националната защита. ).
Някои части от конституцията (членове „Общи положения“ и „Поправки на конституцията“) могат да бъдат променяни само посредством референдум (член 162 на конституцията ). Остатъкът от конституцията може да бъде променян чрез
- референдум
- гласувания в два последователни парламента
- решение на парламента, в случай на спешност (член 163 на конституцията [1]).

Предложение за референдум за промяна на конституцията може да бъде направено от парламента при внасяне на предложението от мнозинство от 3/5 (член 164 на конституцията ).
Референдуми са свиквани от естонския парламент в два случая след обявяването на независимостта на страната от СССР:
- за нова конституция и гражданство през 1992 година
- за членство в Европейския съюз

Също така през 1991 година е проведен референдум за независимостта на Естония докато Естонската ССР все още е част от СССР.